# Ertil
Ertil - Эртиль (rus) - és una ciutat de l'óblast de Vorónej, a Rússia.

## Història
Ertil fou creada el 1897 prop d'una refineria de sucre. Aconseguí l'estatus de vila urbana el 1938 i el de ciutat el 1963.